# Alfiler de sombrero

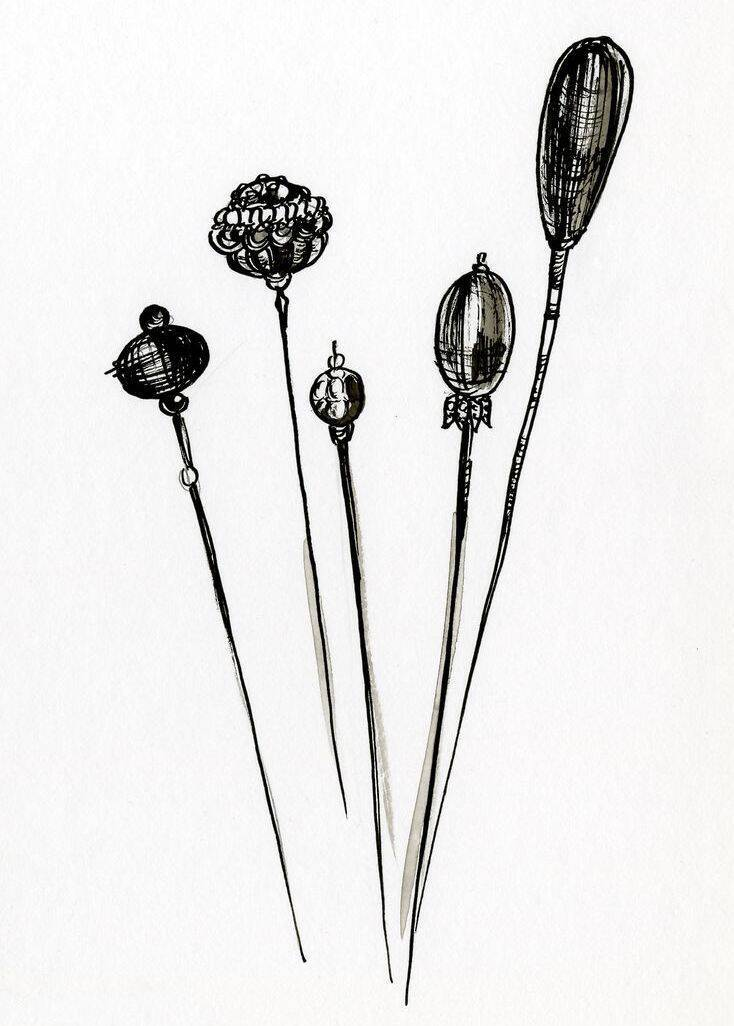
Alfileres de sombrero.

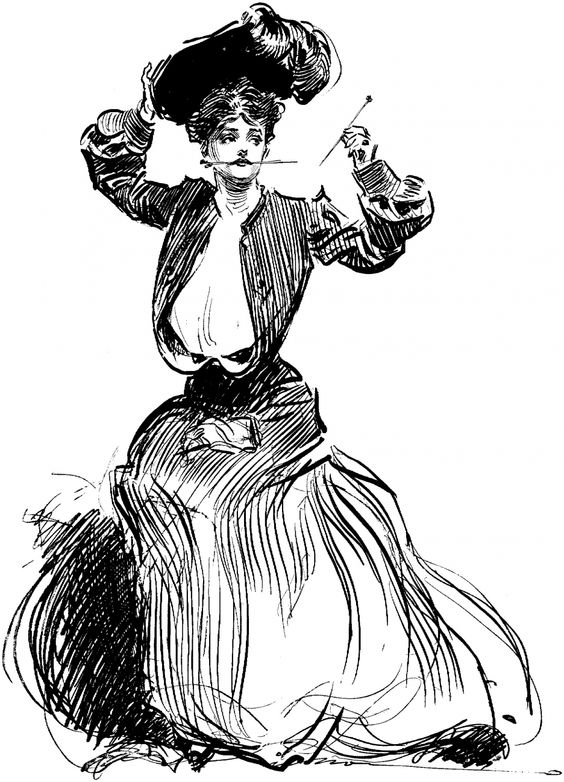
Gibson girl prendiéndose alfileres de sombrero, ca. 1904. Ilustración de Charles Dana Gibson.

El alfiler de sombrero es un tipo de alfiler largo utilizado de forma funcional o decorativa para fijar el sombrero al cabello. En occidente fue un importante accesorio del vestuario femenino, desde el último tercio de la época victoriana hasta la primera mitad del siglo XX. Usualmente era usado en pares, su largo variaba entre los 10 y 25 cm, y su cabeza, generalmente, estaba decorada con diversos motivos, cristales o joyas.

## Historia
Los alfileres desde la Edad Media sirvieron para fijar diversos elementos al cabello, como velos o tocas. Su producción era lenta y delicada, y se concentraba en familias de artesanos y joyeros principalmente franceses, lo que hacía de este accesorio un producto escaso y cotizado. Sin embargo, para mediados del siglo XIX su masificación fue posible gracias a la invención de una máquina capaz de producir alfileres en serie, patentada en 1841 por el norteamericano John Ireland Howe. A su vez, el uso de los alfileres adquirió relevancia en la segunda mitad del siglo XIX, a medida que iba quedando atrás la moda de la capota, y otros sombreros que se sujetaban con cintas anudadas al cuello o la nuca. El alfiler permitía mantener eficientemente los nuevos modelos de sombreros en su lugar sin necesidad de otros elementos, convirtiéndose de esta manera en un dispositivo de uso masivo e indispensable de la indumentaria femenina de la época. Los alfileres de sombrero eran piezas altamente decorativas, de diversos materiales y tamaños. Estaban formados por la punta metálica, generalmente de acero, plata o bronce; y la cabeza, la parte principal, cuyos materiales más recurrentes eran la porcelana, vidrio, marfil, carey (procedente del caparazón de la tortuga marina), nácar, esmalte alveolado, gema y azabache. La demanda en el mercado de alfileres de sombreros era tal que, inclusive en Japón, eran producidos con cabezas de porcelana de Satsuma para, únicamente, ser exportados a Europa y América.
El largo de los alfileres de sombrero fue creciendo progresivamente hacia fines del siglo XIX, como consecuencia del tamaño de los sombreros, que aumentaba conforme a la moda imperante de la Belle Époque. Para esta época el uso de sombreros era masivo, al igual que de su producción industrializada. Los alfileres de sombrero vivieron su momento de mayor auge durante las primeras décadas del siglo XX, donde los fabricantes desarrollaron los más diversos diseños, de variable valor material y calidad. En esta época algunos modelos comenzaron a incorporar un dispositivo terminal para la punta del alfiler a fin de reducir el riesgo de accidentes.
Después de la Primera Guerra Mundial, la moda cambió drásticamente, los sombreros femeninos de la década de los años 1920 redujeron su tamaño y del mismo modo lo hicieron los alfileres de sombrero, que siguieron utilizándose como un accesorio ya eminentemente decorativo. Al terminar la Segunda Guerra Mundial, el uso masivo de sombreros decayó rápidamente, conjuntamente, el alfiler de sombrero terminó de convertirse en un accesorio obsoleto. Actualmente es considerado una preciada pieza de antigüedades y constituye un tipo específico de coleccionismo, en especial de aquellos ejemplares producidos por alguna importante firma o joyero, encontrándose dentro de los más representativos los diseñados por Charles Horner y Louis Comfort Tiffany.

## Otros usos

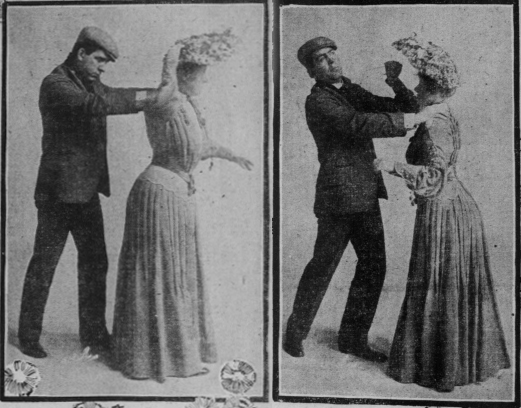
Alfiler de sombrero usado como arma de defensa. Fotografía de 1904 del San Francisco Sunday Call.

El alfiler de sombrero también fue utilizado a modo de improvisada arma blanca hacia principios del siglo XX. Por esta razón, en muchos países, en especial en Estados Unidos e Inglaterra, se dictaron normas que regulaban el largo de los alfileres de sombrero, restringiendo además su uso en determinados contextos. Estas leyes fueron promulgadas en el contexto de las manifestaciones por el sufragio femenino. Muchas sufragistas, tuvieron que enfrentar a la justicia por haber utilizado los alfileres de sus sombreros como armas punzantes para defenderse de los ataques de opositores y las duras represiones de las que fueron víctimas. El 1 de noviembre de 1912, The New York Times publicaba:

«La mala influencia de las mujeres guerreras de Gran Bretaña se ha extendido a sus colonias de las antípodas. Despachos de Sydney, Nueva Gales del Sur, dicen que sesenta mujeres militantes de esa ciudad han ido a la cárcel en lugar de pagar las multas moderadas que se les imponen por llevar armas asesinas en sus sombreros»
The New York Times 